# 原古蜥屬
原古蜥屬（學名：Protorothyris）是種已滅絕原古蜥科，生存於二疊紀早期的美國德州、西維吉尼亞州，體型接近現代蜥蜴，約30公分長。菲爾德自然史博物館有個原古蜥骨架模型。
在1937年，古生物學家Llewellyn Ivor Price將這些化石進行敘述、命名，模式種是Protorothyris archeri。正模標本（編號MCZ 1532）是一個保存狀態良好的頭顱骨，除此之外還有四個化石（編號MCZ 2147-2150）。這些標本都發現於德州的阿徹城組（Archer City Formation）地層，地質年代約2億9900萬到2億9460萬年前，相當於二疊紀早期的阿瑟爾期到烏拉爾期。
第二個種是P. morani，是由阿爾弗雷德·羅默（Alfred Sherwood Romer）在1952年所敘述、命名，當時是獨立屬「Melanothyris」。在1973年，J. Clark、Robert L. Carroll將這個屬改歸類為原古蜥屬的第二個種。正模標本（編號CM 8617）是一個保狀態良好的頭顱骨，發現於西維吉尼亞州的華盛頓組（Washington Formation），地質年代為二疊紀早期的阿瑟爾期。

## 外部連結
- 原古蜥  Paleobiology Database